# Watts Up With That

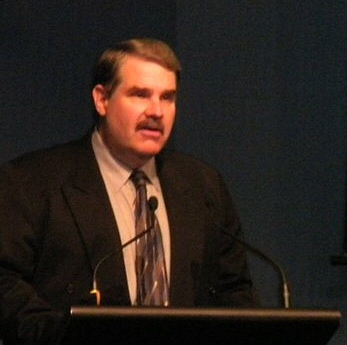
Anthony Watts (2010)

Watts Up With That (abgekürzt WUWT) ist ein Blog, der im November 2006 von Anthony Watts, einem ehemaligen TV-Wetterkommentator und seit 2019 Fellow des Heartland Instituts, begonnen wurde. Es zählt zu den beliebtesten Blogs der organisierten Klimawandelleugnerszene.

## Rezeption
Der Blog hatte 2010 laut The Sunday Times mehr als 2 Millionen Leser pro Monat und wurde 2010 vom Wissenschaftsblog Eureka der Tageszeitung The Times als eines der unterhaltsameren klimaskeptischen Blogs zu ihren 30 beliebtesten Wissenschaftsblogs gezählt.
WUWT erhielt auch über Internetwahlen ermittelte Publikumspreise, so 2011 den Bloggies als bester Wissenschaftsblog und mehrfach als Best Science Blog bei den Weblog Awards.
Matt Ridley drückte im Spectator seine Anerkennung für WUWT aus und meinte, der Blog habe sich „aus einem Sammelplatz für einsame Spinner in ein 3-Millionen-Pagehits-pro-Monat Online-Klimamagazin voll mit faszinierenden Artikeln von Physikern, Geologen, Wirtschaftswissenschaftlern und Statistikern verwandelt.“
2009 war der Blog einer der ersten Webseiten, die Mails und Dokumente zum Hackerzwischenfall am Klimaforschungszentrum der University of East Anglia erhielten und diskutierten. Der Blog spielte eine wesentliche Rolle bei der aufkommenden Skandalisierung.
Der auf das Themenfeld globale Erwärmung spezialisierte australische Kognitionswissenschaftler John Cook bemängelte in sich widersprüchliche Aussagen zu Ursachen des Klimawandels.
Eine 2013 erschienene Studie befasst sich mit verschwörungstheoretischem Gedankengut klimaskeptischer Blogs. Sie fand unter anderem bei WUWT verschwörungstheoretisches Denken und weiterreichende Widersprüche zu wissenschaftlichen Erkenntnissen, so bei HIV und AIDS, Rauchen und Krebs wie auch dem menschlichen Einfluss auf den Klimawandel.
Die Klimatologin Judith A. Curry verweist 2010 in einem auch bei WUWT veröffentlichten Essay unter dem Titel Zurückgewinnen von Vertrauen für die wichtige Rolle von Blogs bei der Klimadebatte und der dabei erhobenen Forderung nach mehr Transparenz und der offenen Diskussion und Freilegung von Daten.
George Monbiot, Umweltaktivist und Kolumnist der Zeitung The Guardian, beschrieb 2009 WUWT als "hochgradig parteiisch und unglaubwürdig. David Suzuki empfiehlt stattdessen die Website Skeptical Science für wissenschaftliche Beiträge zum Thema Klimawandel. „Es gibt viele glaubwürdige Informationsquellen, aber Blog-Websites wie die von Wettermann Anthony Watts gehören nicht dazu.“
In einer Facharbeit über die Verwendung von Bildern und Grafiken in klimaskeptischen Medien war Watts Up With That eine von vier untersuchten Quellen. Die Autoren fanden in den Blogbeiträgen irreführende Bilder und obsolete Grafiken, etwa aus einer Arbeit von Eigil Friis-Christensen und Knud Lassen aus dem Jahr 1991 zu einem vermeintlichen Zusammenhang zwischen Länge des Sonnenfleckenzyklus und globaler Temperatur. Mit der Arbeit sollte noch im Jahr 2011 bei Watts Up With That belegt werden, dass Sonnenaktivität wesentliche Ursache für gegenwärtige globale Erwärmung sei, obwohl sie zu diesem Zeitpunkt, unter anderem von einem der Autoren selbst, längst widerlegt worden war.
Eine wissenschaftliche Arbeit aus dem Jahr 2017 über Blogs der Klimaleugnerszene kam zu dem Ergebnis, dass WUWT die erdrückende Beweislast zur Gefährdung von Eisbären und zum Rückgang des arktischen Meereises durch den Klimawandel ignorieren und beide Folgen leugnen würde. Die Autoren sehen darin die Strategie, durch das Abstreiten einzelner Klimawandelfolgen, auf die sich besonders leicht die Aufmerksamkeit lenken lässt, implizit in einer Art Dominoeffekt auch Zweifel an anderen Folgen des Klimawandels säen zu wollen.

## Projekt zu den US-Wetterstationen
Ein 2007 gestartetes Projekt des Blogs ist Surfacestations.org. Freiwillige fotografieren US-Wetterstationen, die Fotos und Daten zu den Stationen werden in einer Online-Datenbank gesammelt und hinsichtlich der Standortwahl eingeschätzt. Watts hält die Standortwahl für wichtig, weil viele Stationen durch Verstädterung und Siedlungsbau im Umfeld möglicherweise verfälschte Werte anzeigen. Eine Auswertung dieser Daten im Jahr 2009 von Menne et al. ergab, dass Temperaturtrends der im Projekt als „gut“ eingeschätzten Stationen mit den bislang vorliegenden US-Temperaturtrends gut übereinstimmten.
Auch eine Studie aus dem Jahr 2010, an der Watts selbst beteiligt war, untersucht den Einfluss der Standortwahl für die im Surfacestation.org bewerteten US-Messstationen anhand von fünf Standortklassen. Sie fand eine mit ungünstiger Standortwahl zunehmende Unterschätzung der maximalen und Überschätzung der minimalen Tagestemperaturen. Die Abweichungen nach oben und unten hoben sich bei den Durchschnittstemperaturen aber weitgehend auf. Nur für eine der fünf Klassen, nämlich die der schlecht positionierten (6,2 % der Stationen), gab es eine statistisch signifikante Abweichung im Trend der täglichen Temperaturschwankungsbreite (Differenz zwischen Minimum und Maximum im Tagesgang). Insgesamt hatte aber die Standortwahl auf die Trends der Durchschnittstemperaturen keinen signifikanten Einfluss.

## Autoren
- Basil Copeland
- Steve Goddard
- John Goetz
- Indur Goklany
- Jeff Id
- Bill Illis
- Evan Jones
- Frank Lansner
- Denise Norris
- Bob Tisdale
- Anthony Watts